# هند امپراتریس
هند امپراتریس (به انگلیسی: Indian Empress) یک کشتی است که طول آن 95 m و ارتفاع آن 22 m می‌باشد. این کشتی در سال ۲۰۰۰ ساخته شد.